# Polonia en el Festival de la Canción de Eurovisión 2014
Polonia participó en el Festival de Eurovisión 2014 en Copenhague, Dinamarca. Su entrada fue selecciona de forma interna por la televisión nacional polaca Telewizja Polska (TVP). El productor Donatan y la cantante Cleo representaron a Polonia con la canción "My Słowianie - We Are Slavic", que se clasificó en la segunda semifinal. El país, con esta participación, regresaba al Festival de Eurovisión tras dos ediciones ausente desde su última aparición en 2011.

## Contexto
El 5 de diciembre de 2013, la cadena de televisión nacional Telewizja Polska (TVP) confirmó que Polonia volvía a competir en el Festival de la Canción de Eurovisión para la edición de 2014 después de una ausencia de dos ediciones. Su regreso a la competición fue motivado por una reducción en las tasas de participación de la Unión Europea de Radiodifusión. TVP se retiró del Festival de la Canción de Eurovisión en 2012 tras argumentar que la emisora se centraría en Eurocopa 2012 (que Polonia organizó de forma conjunta con Ucrania) y los Juegos Olímpicos de Londres 2012. Para el concurso de 2013, la junta de directores de TVP decidió no regresar a la contienda debido a que consideraron que el concurso carecía de enfoque musical y el sistema de votación entre países vecinos estuvo también detrás de la decisión.

## Selección

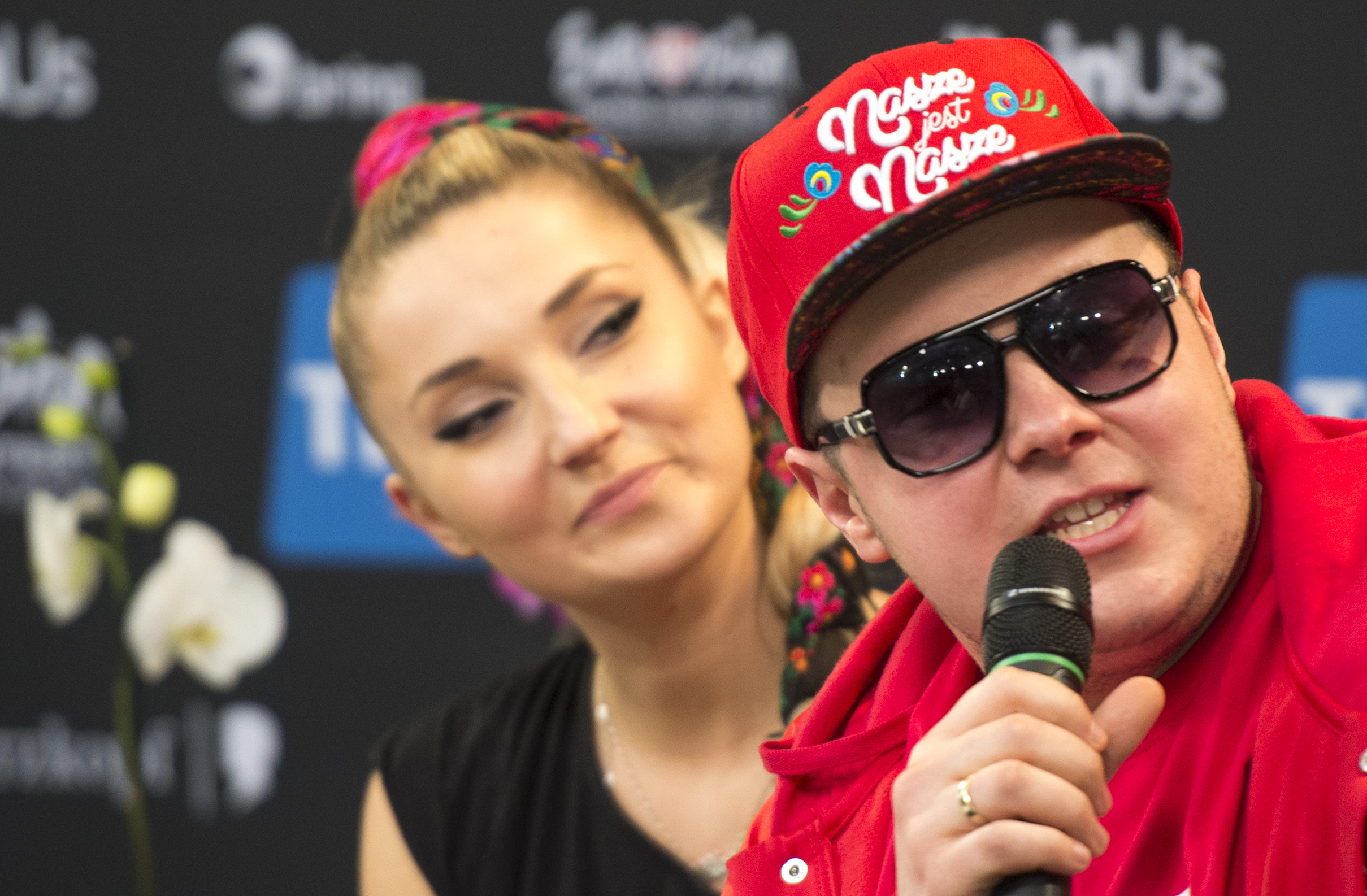
Cleo y Donatan durante un acto promocional de Eurovisión en abril de 2014.

TVP eligió la canción que representase a Polonia en el Festival de Eurovisión 2014 a través de un proceso interno de selección. El productor Donatan y Joanna Klepko, conocida artísticamente como Cleo, estuvieron desde el principio entre los claros favoritos y el 20 de febrero de 2014, el dúo confirmó a través de sus cuentas de redes sociales que asistieron a una reunión con TVP en relación con el certamen europeo de la canción de 2014.
El 25 de febrero de 2014, se anunció que Donatan y Cleo representarían a Polonia, con la canción "My Słowianie" durante el programa de TVP Świat się kręci. La canción "My Słowianie" había sido lanzada en noviembre de 2013 y tuvo una gran presencia en los medios de comunicación polacos por su video musical en el que las protagonistas son unas pastoras y mujeres rurales vestidas con trajes folclóricos polacos en actitudes claramente sexuales.

## Festival de Eurovisión
Durante el sorteo de asignación de las semifinales el 20 de enero de 2014 celebrado en el Ayuntamiento de Copenhague, Polonia quedó encuadrada para competir en la primera mitad de la segunda semifinal, el 8 de mayo de 2014. En la segunda semifinal, los productores de la serie decidieron que Polonia sería la quinta en actuar, después de Georgia y antes de Austria. Polonia se clasificó en la segunda semifinal y compitió en la final el 10 de mayo de 2014. Durante la conferencia de prensa de los ganadores de la segunda fase de clasificación de semifinales, Polonia quedó encuadrada para competir en la primera mitad de la final. En la final, los productores de la serie decidieron que Polonia sería la novena en actuar, tras Montenegro y antes de Grecia.

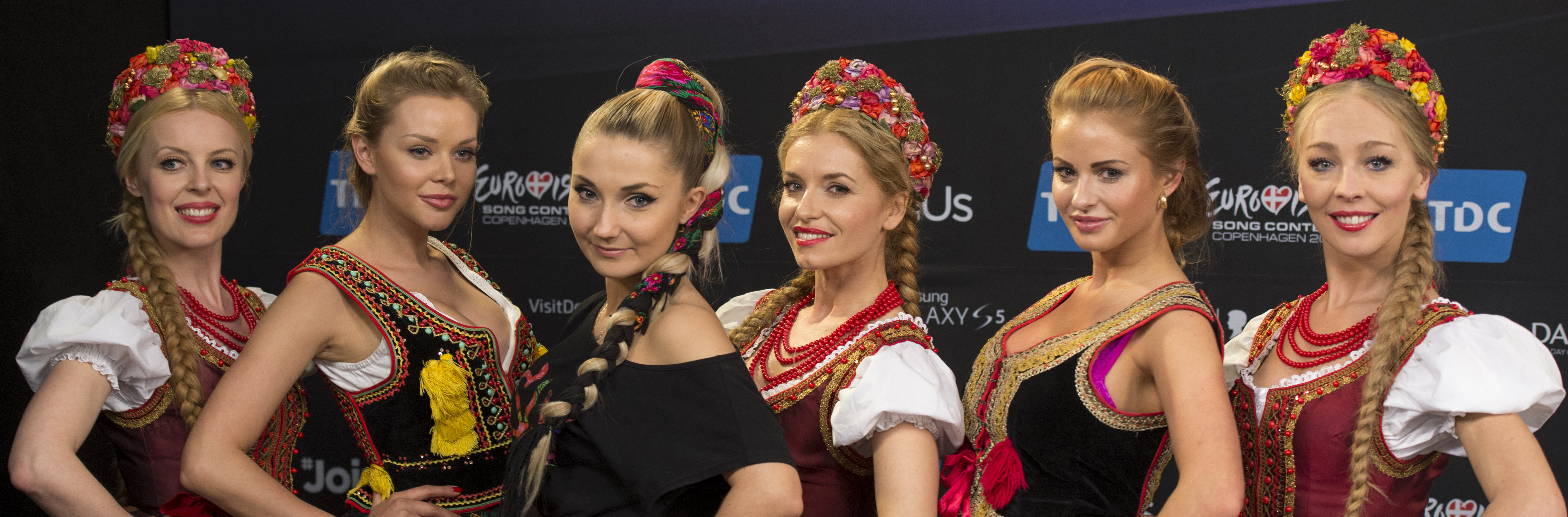
Cleo, segunda por la izquierda, junto a las integrantes que la acompañaron en el escenario en el festival.

En la semifinal el voto del público colocó a Polonia tercero con 115 puntos y el jurado dio a Polonia 35 puntos que lo colocan en 11.ª posición. En general, Polonia se situó octavo con 70 puntos. En la final el público otorgó a Polonia 162 puntos, situándose en sexta posición, mientras que el jurado dio a Polonia 23 puntos, lo que colocaba al país en 23.º puesto. Polonia, en general, acabó decimocuarto con 62 puntos.
Antes de la celebración del concurso, Donatan —que era el productor de la canción— ya reconoció que no estaría sobre el escenario, por lo que fue Cleo quien interpretó en polaco e inglés el sencillo "My Słowianie - We Are Slavic". Junto a Cleo aparecieron tres vocalistas de acompañamiento que también realizaron la coreografía: Alesia Turonak, Sylwia Klan y Anna Łapińska, además de otras dos modelos, Ola Ciupa y Paula Tumala. Las tres coristas eran del grupo folk Mazowsze. La actuación contó con las coristas y modelos vestidas con trajes tradicionales polacos y las dos modelos actuaron sugestivamente simulando que batían mantequilla y lavaban la ropa en el escenario.
En Polonia, las dos semifinales y la final se transmitieron en directo por TVP1 y TVP Polonia, así como en diferido un día después, en TVP Rozrywka. Todos los espectáculos fueron comentadas por Artur Orzech. La portavoz polaca que reveló el resultado de la votación de Polonia en la final fue Paulina Chylewska.
"My Słowianie" terminó en el puesto 14.º en la final, con 62 puntos. Sin embargo, hubo cierta controversia en el resultado del televoto, en el que Polonia se clasificó quinto, con 162 puntos (la máxima puntuación de Reino Unido, Irlanda, Noruega y Ucrania). Pese a ello, Polonia no consiguió ningún punto desde el reparto de votos final por parte del Reino Unido e Irlanda aunque había sido el primero en la votación del público. Esto ocurrió porque el jurado británico e irlandés las situó en último lugar (25.º). Este hecho fue ampliamente comentado por los medios de comunicación británicos.

### Puntos otorgados a Polonia
| 12 puntos   | 10 puntos                         | 8 puntos                     | 7 puntos            | 6 puntos |
| ----------- | --------------------------------- | ---------------------------- | ------------------- | -------- |
| - Alemania  | - Bielorrusia - Italia            |                              | - Noruega           |          |
| 5 puntos    | 4 puntos                          | 3 puntos                     | 2 puntos            | 1 punto  |
| - Eslovenia | - Israel - Lituania - Reino Unido | - Grecia - Macedonia - Suiza | - Austria - Irlanda | - Malta  |

| 12 puntos             | 10 puntos    | 8 puntos           | 7 puntos                                   | 6 puntos             |
| --------------------- | ------------ | ------------------ | ------------------------------------------ | -------------------- |
|                       | - Alemania   | - Italia           | - Bielorrusia - Ucrania                    |                      |
| 5 puntos              | 4 puntos     | 3 puntos           | 2 puntos                                   | 1 punto              |
| - Francia - Macedonia | - Montenegro | - Hungría - Israel | - Azerbaiyán - Moldavia - Noruega - Suecia | - Grecia - Eslovenia |

### Puntos concedidos por Polonia
| 12 puntos | Suiza       |
| 10 puntos | Austria     |
| 8 puntos  | Finlandia   |
| 7 puntos  | Bielorrusia |
| 6 puntos  | Noruega     |
| 5 puntos  | Irlanda     |
| 4 puntos  | Malta       |
| 3 puntos  | Eslovenia   |
| 2 puntos  | Lituania    |
| 1 punto   | Grecia      |

| 12 puntos | Países Bajos |
| 10 puntos | Suiza        |
| 8 puntos  | Alemania     |
| 7 puntos  | Noruega      |
| 6 puntos  | Dinamarca    |
| 5 puntos  | Ucrania      |
| 4 puntos  | Suecia       |
| 3 puntos  | Finlandia    |
| 2 puntos  | España       |
| 1 punto   | Armenia      |